# Pepe (voetballer)
Kepler Laveran de Lima Ferreira (Maceió (Brazilië), 26 februari 1983) – voetbalnaam Pepe – is een Portugees-Braziliaans voormalig voetballer die doorgaans speelde als centrale verdediger. Hij speelde voor CS Marítimo, FC Porto, Real Madrid en Beşiktaş. Pepe was van 2007 tot 2024 international voor het Portugees voetbalelftal.

## Clubcarrière

### CS Marítimo
Pepe is geboren in Maceió in Brazilië als Kepler Laveran de Lima Ferreira, ter ere van wetenschappers Johannes Kepler en Charles Louis Alphonse Laveran. Hij begon met voetballen bij SC Corinthians Alagoano. Op zijn achttiende verhuisde hij samen met een teamgenoot naar Portugal om te gaan spelen bij CS Marítimo. Daar speelde hij het eerste seizoen voornamelijk in het B-elftal. Op 12 april 2002 maakte hij zij debuut in het profvoetbal tegen Boavista FC. Die zomer werd hij deel van het eerste elftal en speelde hij twee seizoenen als basisspeler. Op 9 november maakte hij tegen SC Braga zijn eerste doelpunt in het profvoetbal. In totaal speelde hij 64 wedstrijden voor Marítimo, waarin hij goed was voor drie goals.

### FC Porto
In mei 2004, kort voordat de club de Portugese competitie én de Champions League won, tekende Pepe voor FC Porto. In zijn eerste seizoen was hij vooral back-up, maar in zijn tweede seizoen onder nieuwe trainer Co Adriaanse brak hij door bij de club. Pepe won met Porto twee keer achter elkaar de Portugese competitie. 

### Real Madrid
Pepe verruilde in 2007 FC Porto voor Real Madrid, dat 30 miljoen euro voor hem betaalde. Hij tekende voor vijf seizoenen bij Real Madrid. Hij maakte op 25 augustus in de derby tegne Atlético Madrid zijn debuut, maar miste vervolgens een groot aantal wedstrijden door blessureleed.
Hoewel Pepe op dat moment al bekend stond als een heethoofd, werd dat nog eens extra uitgelicht tijdens de wedstrijd met Getafe CF op 21 april 2009. Hij haalde Javier Casquero neer in het strafschopgebied, waarna hij Casquero twee keer schopte, één keer op zijn scheen en één keer op zijn onderrug. Terwijl hij van Casquero werd weggetrokken, duwde hij ook zijn hoofd in het gras en stampte hij meerdere keren op hem. Hij raakte vervolgens nog een tegenstander in het gezicht en kreeg daarvoor een schorsing van tien wedstrijden, waardoor zijn seizoen erop zat. 
Op 26 september, vijf maanden later, maakte hij zijn rentree. Maar op 12 december scheurde hij zijn kruisband tegen Valencia CF, waardoor zijn seizoen er opnieuw voortijdig op zat. In het seizoen 2010/11 werd hij onder José Mourinho samen met Ricardo Carvalho een van de beste defensieve koppels van de competitie. Aan het einde van het seizoen verlengde hij zijn contract. 
In de eerste wedstrijd van de Copa del Rey-kwartfinale tegen FC Barcelona op 18 januari 2012, stampte Pepe op de hand van Lionel Messi, terwijl de Argentijn op de grond lag. Dit incident leverde Pepe een boel kritiek op. Dat seizoen won hij wel voor de tweede keer in zijn carrière de Spaanse competitie. 
Het seizoen 2013/14 was het succesvolste uit zijn carrière. Hij scoorde vijf goals in alle competities en won voor de eerste keer de Champions League door in de finale Atlético Madrid te verslaan. In totaal speelde Pepe tien seizoenen voor Real Madrid. Hij kwam tot 334 wedstrijden en vijftien goals, won driemaal de competitie en driemaal de Champions League. 

### Beşiktaş
In de zomer van 2017 tekende hij bij de Turkse landskampioen Beşiktaş JK voor twee jaar. Hij speelde daar in totaal 52 wedstrijden voor en scoorde zeven keer.

### FC Porto
In januari 2019 keerde Pepe terug bij zijn oude club FC Porto, waar hij een contract tot medio 2021 tekende, waarna hij in november 2020 zijn contract daar verlengde tot medio 2023. Op 8 augustus 2024 kondigde hij aan per direct te stoppen met voetballen. In totaal was hij goed voor vijftien rode kaarten in het clubvoetbal. 

## Clubstatistieken
| Seizoen         | Club            | Competitie       | Competitie | Competitie | Beker | Beker | Continentaal | Continentaal | Overig | Overig | Totaal | Totaal |
| Seizoen         | Club            | Competitie       | Wed.       | Dlp.       | Wed.  | Dlp.  | Wed.         | Dlp.         | Wed.   | Dlp.   | Wed.   | Dlp.   |
| --------------- | --------------- | ---------------- | ---------- | ---------- | ----- | ----- | ------------ | ------------ | ------ | ------ | ------ | ------ |
| 2001/02         | CS Marítimo     | Primeira Liga    | 4          | 0          | 0     | 0     | —            | —            | —      | —      | 4      | 0      |
| 2002/03         | CS Marítimo     | Primeira Liga    | 29         | 2          | 0     | 0     | —            | —            | —      | —      | 29     | 2      |
| 2003/04         | CS Marítimo     | Primeira Liga    | 30         | 1          | 1     | 0     | —            | —            | —      | —      | 31     | 1      |
| Club totaal     | Club totaal     | Club totaal      | 63         | 3          | 1     | 0     | 0            | 0            | 0      | 0      | 64     | 3      |
| 2004/05         | FC Porto        | Primeira Liga    | 15         | 1          | 1     | 0     | 6            | 0            | 0      | 0      | 22     | 1      |
| 2005/06         | FC Porto        | Primeira Liga    | 24         | 1          | 4     | 0     | 5            | 2            | —      | —      | 33     | 3      |
| 2006/07         | FC Porto        | Primeira Liga    | 25         | 4          | 0     | 0     | 8            | 0            | 1      | 0      | 34     | 4      |
| Club totaal     | Club totaal     | Club totaal      | 64         | 6          | 5     | 0     | 19           | 2            | 1      | 0      | 89     | 8      |
| 2007/08         | Real Madrid     | Primera División | 19         | 0          | 1     | 0     | 3            | 0            | 2      | 0      | 25     | 0      |
| 2008/09         | Real Madrid     | Primera División | 26         | 0          | 0     | 0     | 5            | 0            | 1      | 0      | 32     | 0      |
| 2009/10         | Real Madrid     | Primera División | 10         | 1          | 1     | 0     | 6            | 0            | —      | —      | 17     | 1      |
| 2010/11         | Real Madrid     | Primera División | 26         | 1          | 4     | 0     | 8            | 0            | —      | —      | 38     | 1      |
| 2011/12         | Real Madrid     | Primera División | 29         | 1          | 5     | 0     | 9            | 0            | 2      | 0      | 45     | 1      |
| 2012/13         | Real Madrid     | Primera División | 28         | 1          | 2     | 0     | 11           | 1            | 1      | 0      | 42     | 2      |
| 2013/14         | Real Madrid     | Primera División | 30         | 4          | 7     | 1     | 11           | 0            | —      | —      | 48     | 5      |
| 2014/15         | Real Madrid     | Primera División | 27         | 2          | 1     | 0     | 7            | 0            | 3      | 0      | 38     | 2      |
| 2015/16         | Real Madrid     | Primera División | 21         | 1          | 1     | 0     | 9            | 0            | —      | —      | 31     | 1      |
| 2016/17         | Real Madrid     | Primera División | 13         | 2          | 2     | 0     | 3            | 0            | 0      | 0      | 18     | 2      |
| Club totaal     | Club totaal     | Club totaal      | 229        | 13         | 24    | 1     | 72           | 1            | 9      | 0      | 334    | 15     |
| 2017/18         | Beşiktaş        | Süper Lig        | 23         | 2          | 5     | 0     | 6            | 0            | 1      | 0      | 35     | 2      |
| 2018/19         | Beşiktaş        | Süper Lig        | 10         | 3          | —     | —     | 7            | 2            | —      | —      | 17     | 5      |
| Club totaal     | Club totaal     | Club totaal      | 33         | 5          | 5     | 0     | 13           | 2            | 1      | 0      | 52     | 7      |
| 2018/19         | FC Porto        | Primeira Liga    | 13         | 2          | 5     | 0     | 3            | 0            | —      | —      | 21     | 2      |
| 2019/20         | FC Porto        | Primeira Liga    | 25         | 1          | 3     | 0     | 9            | 0            | —      | —      | 37     | 1      |
| 2020/21         | FC Porto        | Primeira Liga    | 27         | 2          | 6     | 0     | 6            | 0            | 1      | 0      | 40     | 2      |
| 2021/22         | FC Porto        | Primeira Liga    | 21         | 1          | 3     | 0     | 9            | 0            | —      | —      | 33     | 1      |
| 2022/23         | FC Porto        | Primeira Liga    | 24         | 0          | 7     | 0     | 4            | 0            | 1      | 0      | 36     | 0      |
| 2023/24         | FC Porto        | Primeira Liga    | 22         | 1          | 4     | 0     | 7            | 2            | 1      | 0      | 34     | 3      |
| Club totaal     | Club totaal     | Club totaal      | 196        | 13         | 33    | 0     | 57           | 4            | 4      | 0      | 290    | 17     |
| Carrière totaal | Carrière totaal | Carrière totaal  | 521        | 34         | 63    | 1     | 142          | 7            | 14     | 0      | 740    | 42     |

## Interlandcarrière
Pepe kreeg in augustus 2007 een Portugees paspoort (daarvoor had hij een Braziliaans) en werd op 30 augustus 2007 voor het eerst opgeroepen voor het Portugees voetbalelftal.
Pepe speelde zijn eerste eindtoernooi op het Europees kampioenschap voetbal 2008 in Oostenrijk en Zwitserland. Hij scoorde in het eerste groepsduel tegen Turkije. Pepe nam met Portugal deel aan de EK-eindronde 2012 in Polen en Oekraïne. Bij dat toernooi werd de ploeg van bondscoach Paulo Bento in de halve finales na strafschoppen (2–4) uitgeschakeld door titelverdediger en buurland Spanje. In de reguliere speeltijd plus verlenging waren beide ploegen blijven steken op 0–0. Bento nam Pepe ook op in de selectie voor het wereldkampioenschap voetbal 2014, waar hij in de eerste groepswedstrijd van de Portugezen in de 36e minuut een rode kaart kreeg na het maken van een kopstootbeweging. Portugal verloor met 4–0 van de Duitsers. Bondscoach Fernando Santos nam Pepe op 17 mei 2016 op in de Portugese selectie voor het Europees kampioenschap voetbal 2016 in Frankrijk. Zijn landgenoten en hij wonnen hier voor het eerst in de geschiedenis van Portugal een groot landentoernooi. Een doelpunt van Éder in de verlenging besliste de finale tegen Frankrijk: 1–0. Pepe nam in juni 2017 met Portugal deel aan de FIFA Confederations Cup 2017, waar de derde plaats werd bereikt. Portugal won in de troostfinale van Mexico (2–1 na verlenging). Pepe speelde tevens alle wedstrijden van Portugal op het WK 2018, waar Portugal in de achtste finale werd uitgeschakeld door Uruguay. De eerste interland na het WK in 2018, een vriendschappelijk duel tegen Kroatië (1–1) betekende de honderdste interland voor Pepe. In de zomer van 2019 won Pepe zijn tweede internationale prijs met Portugal, door de UEFA Nations League 2018/19 te winnen. Hij bleef echter op de bank in de finale tegen Nederland. In mei 2021 werd Pepe opgenomen in de Portugese selectie voor het met een jaar uitgestelde EK 2020.
Tijdens het wereldkampioenschap voetbal 2022 in Qatar wist Pepe op 6 december in de achtste finale tegen Zwitserland in de drieëndertigste minuut het tweede doelpunt van de wedstrijd te maken via een kopbal na een hoekschop. De uiteindelijke stand werd 6–1 voor Portugal, waarna het in de kwartfinales onderuit zou gaan tegen Marokko. Pepe werd op 21 mei 2024 door bondscoach Roberto Martínez opgenomen in de Portugese selectie voor het EK 2024 in Duitsland. Portugal won een groep met Tsjechië, Turkije en Georgië, schakelde in de achtste finales Slovenië uit en verloor in de kwartfinales op strafschoppen van Frankrijk. Pepe werd op het toernooi met 41 jaar de oudste speler die ooit in actie kwam op een EK-eindronde. Hij kwam op het toernooi enkel tegen Georgië niet in actie.
Hij eindigde met 141 interlands en staat daarmee derde op de all-time lijst van meeste wedstrijden voor Portugal, achter Cristiano Ronaldo en João Moutinho. 

## Erelijst
| Competitie                    | Aantal   | Jaren                              |
| FC Porto                      | FC Porto | FC Porto                           |
| ----------------------------- | -------- | ---------------------------------- |
| Intercontinental Cup          | 1x       | 2004                               |
| Primeira Liga                 | 4x       | 2005/06, 2006/07, 2019/20, 2021/22 |
| Taça de Portugal              | 4x       | 2005/06, 2019/20, 2021/22, 2023/24 |
| Taça da Liga                  | 1x       | 2023                               |
| Supertaça Cândido de Oliveira | 2x       | 2006, 2020                         |
| Real Madrid                   |          |                                    |
| FIFA Club World Cup           | 2x       | 2014, 2016                         |
| UEFA Champions League         | 3x       | 2013/14, 2015/16, 2016/17          |
| UEFA Super Cup                | 2x       | 2014, 2016                         |
| Primera División              | 3x       | 2007/08, 2011/12 2016/17           |
| Copa del Rey                  | 2x       | 2010/11, 2013/14                   |
| Supercopa de España           | 2x       | 2008, 2012                         |

| Competitie              | Winnaar  | Winnaar  | Runner-up | Runner-up | Derde    | Derde    |
| Competitie              | Aantal   | Jaren    | Aantal    | Jaren     | Aantal   | Jaren    |
| Portugal                | Portugal | Portugal | Portugal  | Portugal  | Portugal | Portugal |
| ----------------------- | -------- | -------- | --------- | --------- | -------- | -------- |
| UEFA EK                 | 1        | 2016     |           |           |          |          |
| FIFA Confederations Cup |          |          |           |           | 1        | 2017     |
| UEFA Nations League     | 1        | 2018/19  |           |           |          |          |